# Lotyšská národní opera

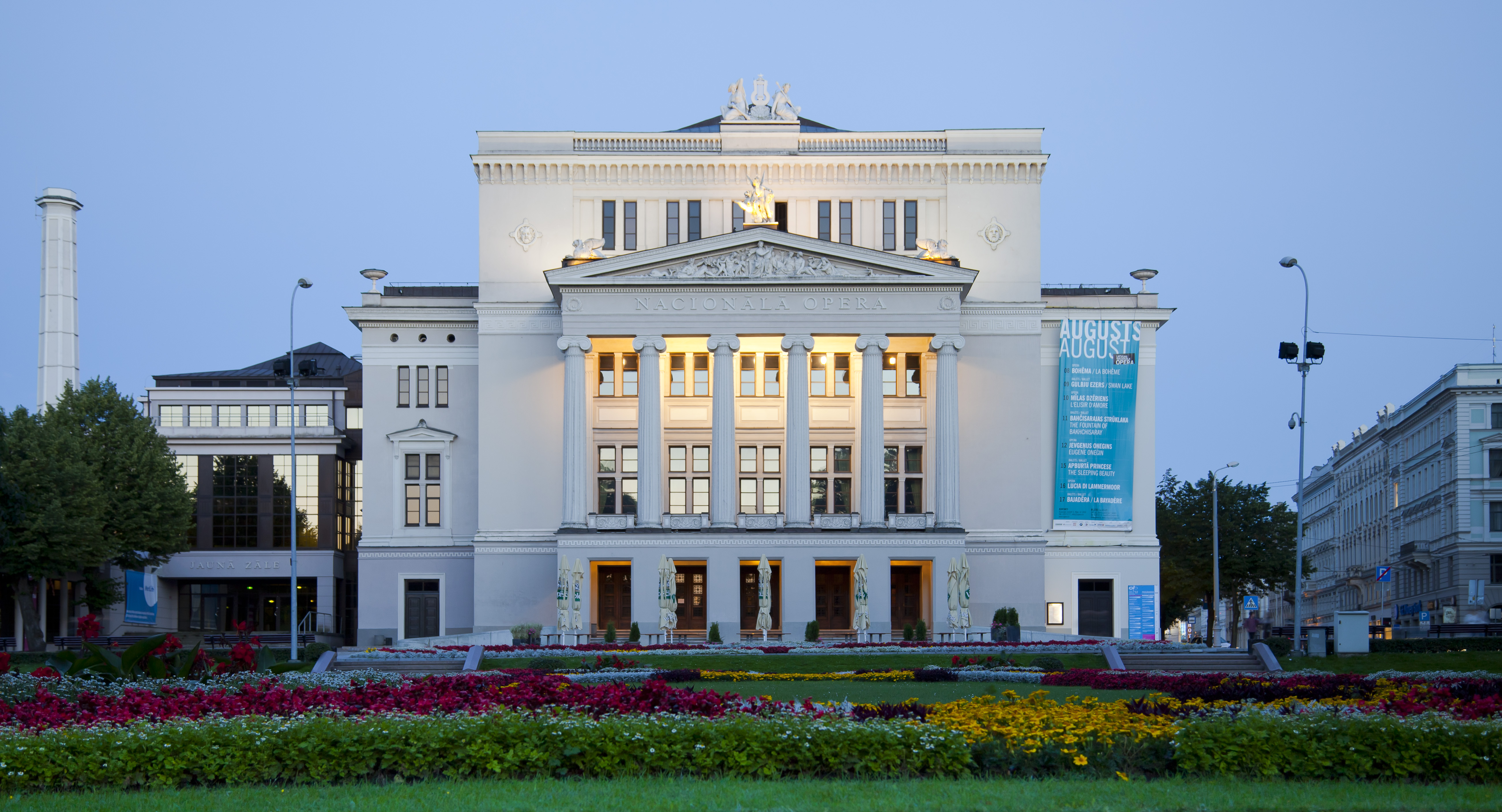
Lotyšská národní opera v Rize

Lotyšská národní opera (lotyšsky LNO, Latvijas Nacionālā opera) v Rize je národní operní scéna v Lotyšsku. Operní zahrnuje také Lotyšský národní balet (LNB), Sbor LNO a Orchestr LNO.